# بورت دو كليشي (مترو باريس)
بورت دو كليشي (بالفرنسية: Porte de Clichy (Paris Métro & RER))‏ هي محطة مترو تابعة لمترو باريس تقع في فرنسا في الدائرة السابعة عشرة في باريس.[بحاجة لمصدر]

## معرض صور

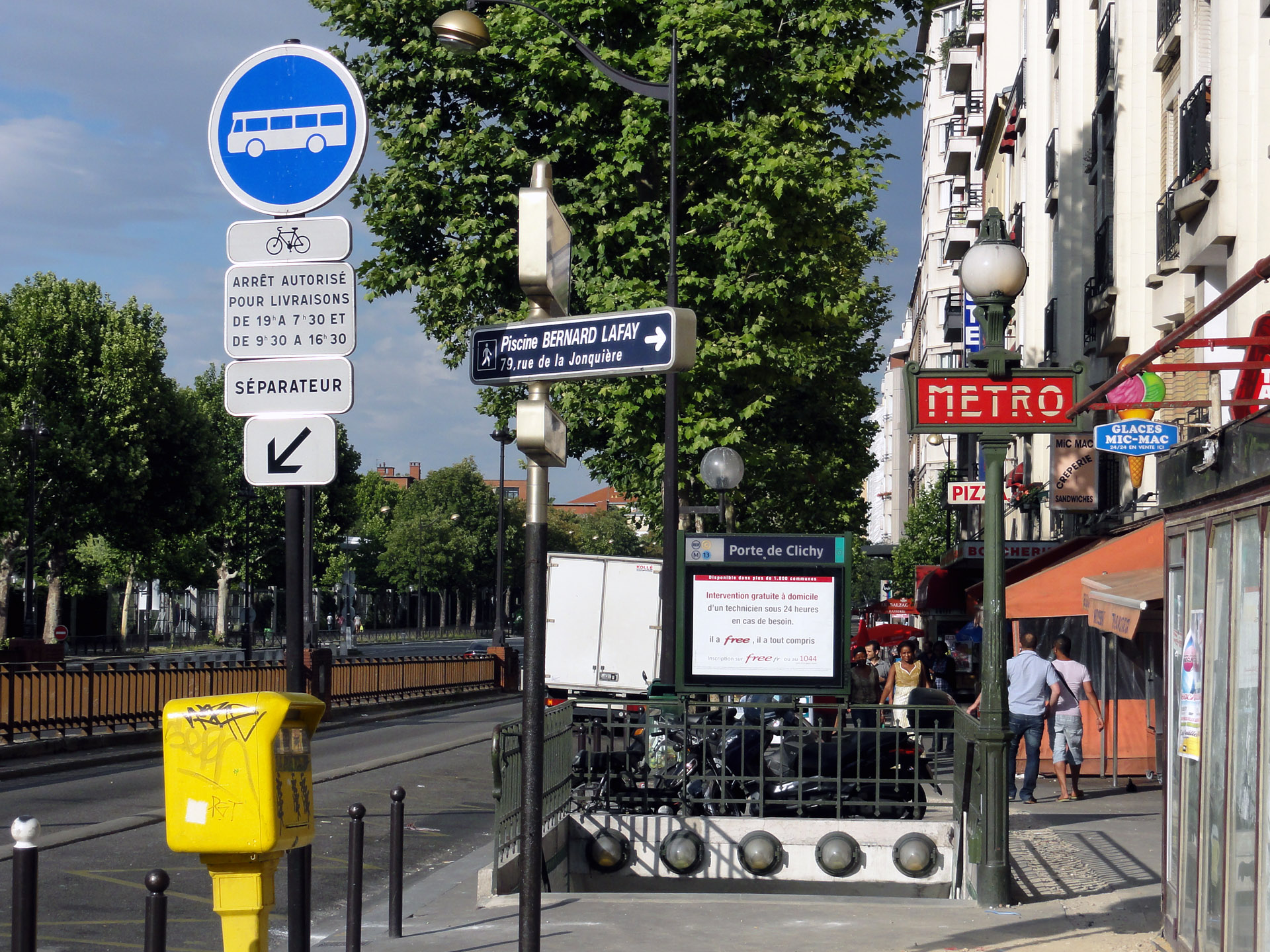
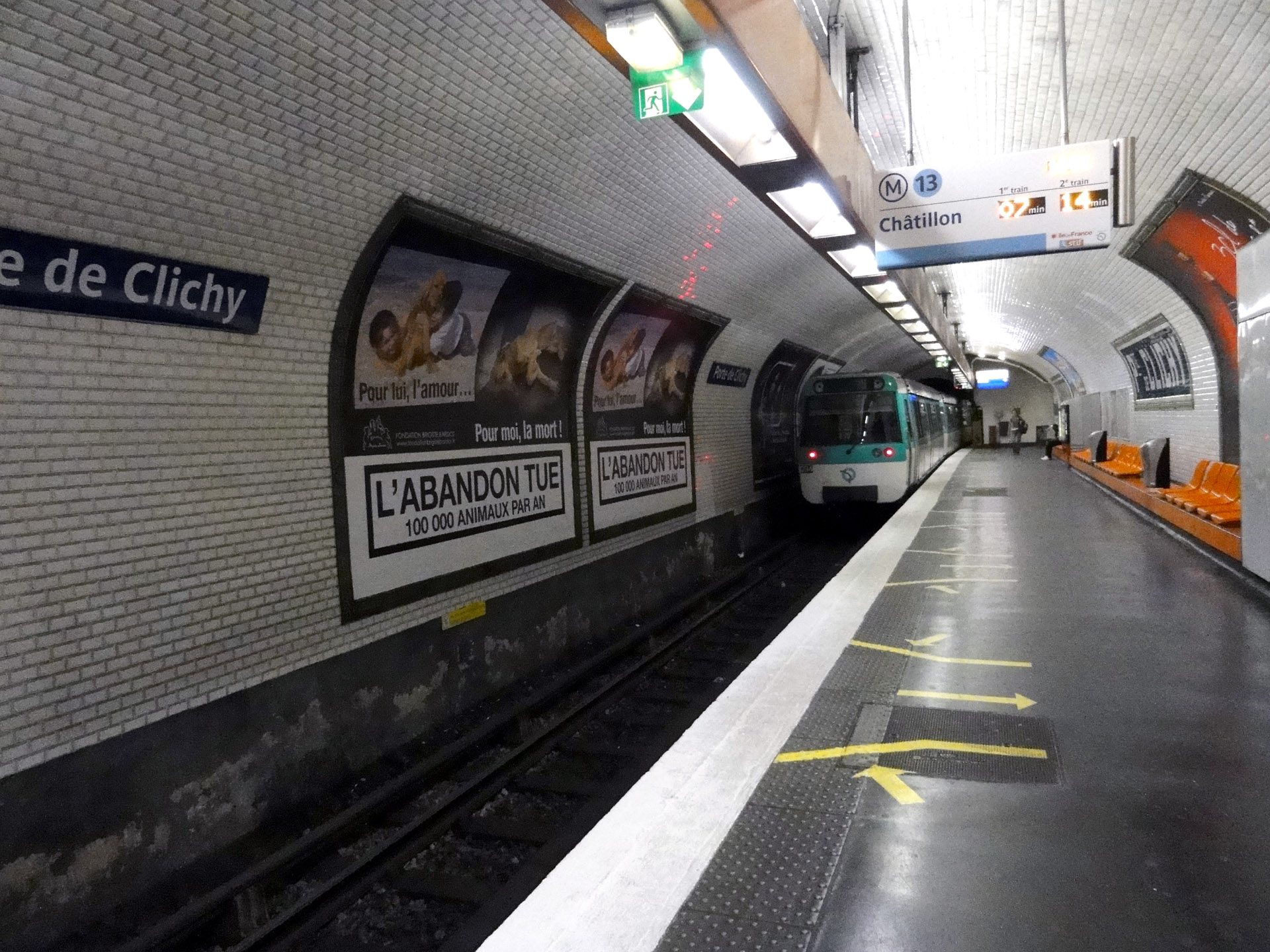
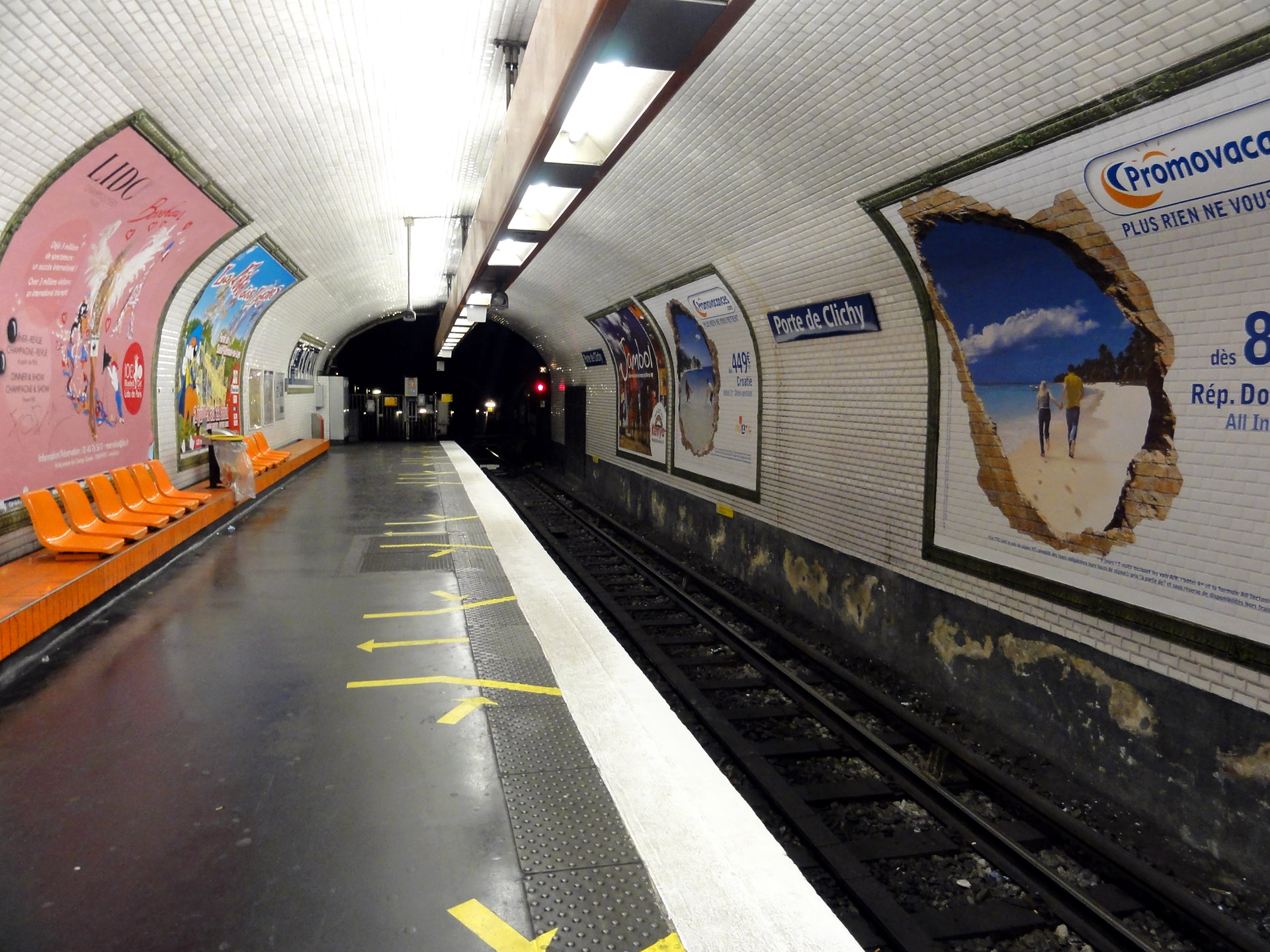